# David Doval
David Pérez Doval (Sarria, Lugo, España, 12 de febrero de 2002) conocido deportivamente como David Doval, es un futbolista español que juega como centrocampista ofensivo. Actualmente forma parte de la Polisportiva Gioiosa de la liga Eccellenza Italiana.

## Trayectoria deportiva
Los primeros pasos de David en el balompié fueron en clubes base de Galicia.
En verano de 2016 entró en la cantera del Club Deportivo Lugo donde permaneció por tres campañas.
En el inicio de la temporada 2019/2020 David recala en el CD Leganés de División de Honor Juvenil de España donde además con 17 años estuvo en dinámica de entrenamientos realizando la pretemporada con el Club Deportivo Leganés "B" de Tercera División de España.
En octubre de 2019 regresa a Galicia para firmar por el primer equipo de la Sociedad Deportiva Sarriana de Preferente Galicia disputando hasta 14 encuentro aún en su segundo año juvenil.
Para la temporada 2020/2021 recala en el primer conjunto juvenil del Pontevedra Club de Fútbol de Liga Nacional Juvenil de España para así finalizar su etapa formativa base.
Llegado julio de 2021, ya como sénior, entra en las filas de la Agrupación Deportiva Ceuta Fútbol Club para competir en 2ª RFEF.Una lesión de rodilla le dejó apartado del terreno de juego durante toda la temporada, teniendo que pasar en 2 ocasiones por quirófano. Llegó a debutar en la última jornada de liga.
De cara al curso 2022/2023, en primera instancia firma contrato profesional con el Futbol Club Santa Coloma dirigido por Dmitri Chéryshev, en la Primera División de Andorra para más tarde, esa misma campaña, recalar en la UE Sant Julià debutando en la máxima competición andorrana en el encuentro correspondiente a la primera jornada de liga en el empate ante Futbol Club Penya d'Andorra.
En el mercado de invierno de la temporada 2023/2024, recala en el Club Deportivo Varea, para competir en el grupo XVI de Tercera División de España.
Actualmente, en la temporada 2024/2025, llega a Sicilia como jugador libre. Firma un contrato profesional con la Polisportiva Gioiosa. 

## Carrera deportiva

### Clubes
| Club                 | País    | Año               |
| -------------------- | ------- | ----------------- |
| CD Lugo              | España  | 2016 - 2019       |
| CD Leganés U19       | España  | 2019              |
| SD Sarriana          | España  | 2019 - 2020       |
| Pontevedra CF U19    | España  | 2020 - 2021       |
| AD Ceuta FC          | España  | 2021 - 2022       |
| FC Santa Coloma      | Andorra | 2022              |
| UE Sant Julià        | Andorra | 2022 - 2023       |
| CD Varea             | España  | 2024              |
| Polisportiva Gioiosa | Italia  | 2024 - actualidad |